# Tachyphonus surinamus
A Tachyphonus surinamus a madarak osztályának verébalakúak (Passeriformes) rendjébe és a tangarafélék (Thraupidae) családjába tartozó faj.

## Rendszerezése
A fajt Carl von Linné svéd természettudós írta le 1766-ban, a Turdus nembe Turdus surinamus néven. Sorolják a Maschalethraupis nembe Maschalethraupis surinama néven, de egyes szervezetek a Lanio nembe Lanio surinamus néven is.

## Alfajai
- Tachyphonus surinamus brevipes Lafresnaye, 1846
- Tachyphonus surinamus insignis Hellmayr, 1906
- Tachyphonus surinamus napensis Lawrence, 1864
- Tachyphonus surinamus surinamus (Linnaeus, 1766)[1]

## Előfordulása
Brazília, Ecuador, Francia Guyana, Guyana, Kolumbia, Peru, Suriname és Venezuela területén honos.
Természetes élőhelyei a szubtrópusi és trópusi síkvidéki esőerdők és mocsári erdők. Állandó nem vonuló faj.

## Megjelenése
Testhossza 17 centiméter, testtömege 15-27 gramm.
|  |

## Természetvédelmi helyzete
Az elterjedési területe rendkívül nagy, egyedszáma ugyan csökken, de még nem éri el a kritikus szintet. A Természetvédelmi Világszövetség Vörös listáján nem fenyegetett fajként szerepel.